# William Harrison junior
William Harrison Jr. (geb. vor 1786; gest. nach 1813) war ein US-amerikanischer Politiker. Im Jahr 1786 war er Delegierter für Maryland im Kontinentalkongress.

## Werdegang
Die Quellenlage über William Harrison ist sehr schlecht. Laut seiner knappen Biographie beim Kongress wurde er zu einem unbekannten Zeitpunkt in der Province of Maryland geboren. Im Jahr 1786 saß er für diesen Staat im Kontinentalkongress. Im Jahr 1810 war er in St. Michaels im Schiffbau tätig. Er war auch Mitglied der Staatsmiliz und nahm als Oberleutnant sowie später als Hauptmann am Britisch-Amerikanischen Krieg von 1812 teil. Im Jahr 1813 war er Richter in St. Michaels. Danach verliert sich seine Spur.